# Rosário do Catete
Rosário do Catete là một đô thị thuộc bang Sergipe, Brasil. Đô thị này có diện tích 103,8 km², dân số năm 2007 là 8518 người, mật độ 82,06 người/km².